# 弗朗克伊
弗朗克伊（法語：Francueil，法語發音：[fʁɑ̃kœj]）是法国安德尔-卢瓦尔省的一个市镇，位于该省东部，属于图尔区。

## 地理
弗朗克伊（47°18'43"N, 1°4'58"E）面积12.91 平方千米，位于法国中央-卢瓦尔河谷大区安德尔-卢瓦尔省，该省份为法国中西部省份，北起萨尔特省、东北接卢瓦-谢尔省，东南接安德尔省，南至维埃纳省，西临曼恩-卢瓦尔省。
与弗朗克伊接壤的市镇（或旧市镇、城区）包括：舍农索、希索、图赖讷地区锡夫赖、埃佩涅莱布瓦、吕济耶、谢尔河畔圣乔治、图赖讷地区拉克鲁瓦。

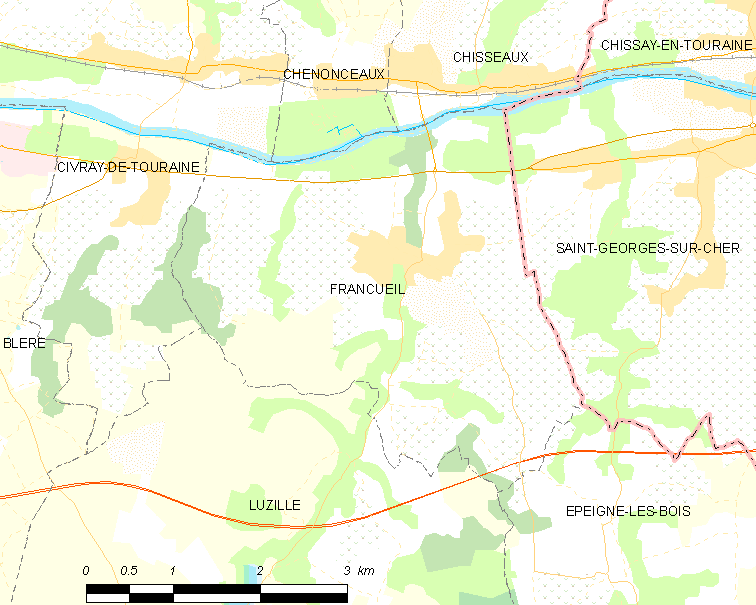
弗朗克伊的OSM定位图

弗朗克伊的时区为UTC+01:00、UTC+02:00（夏令时）。

## 行政
弗朗克伊的邮政编码为37150，INSEE市镇编码为37110。

## 政治
弗朗克伊所属的省级选区为布莱雷县。

## 人口

1962-2008年间弗朗克伊人口变化图示

弗朗克伊于2022年1月1日时的人口数量为1453人。